# Joaquim Dos Santos
Joaquim Dos Santos, född 22 juni 1977 i Lissabon, är en portugisisk-amerikansk animatör, storyboardartist, regissör, producent och manusförfattare. Han är mest känd för att ha regisserat de fem TV-serierna Justice League Unlimited, Avatar: Legenden om Aang, G.I. Joe: Resolute, The Legend of Korra och Voltron – Den legendariska beskyddaren. Han är också en av regissörerna på den senaste Spider-Verse-filmen Across the Spider-Verse, samt dess kommande uppföljare Beyond the Spider-Verse.

## Regisserade verk

### Film
- 2023 – Spider-Man: Across the Spider-Verse
- 2027 – Spider-Man: Beyond the Spider-Verse

### TV
- 2004–2006 – Justice League Unlimited (TV-serie)
- 2007–2008 – Avatar: Legenden om Aang (TV-serie)
- 2009 – G.I. Joe: Resolute (TV-serie)
- 2012 – The Legend of Korra (TV-serie)
- 2016 – Voltron – Den legendariska beskyddaren (TV-serie)